# Chrysoprasis valida
Chrysoprasis valida là một loài bọ cánh cứng trong họ Cerambycidae.